# Držte krok s Kardashians
Držte krok s Kardashians (v anglickém originále Keeping Up with the Kardashians, zkráceně KUWTK) je americká reality show, kterou vysílá televizní kanál E! od roku 2007. Pořad se zaměřuje na životy rodiny Karsdahianů a Jennerů. Zaměřuje se na soukromí i profesní život jednotlivých sester Kardashianových – Kourtney Kardashian, Kim Kardashian, Khloé Kardashian, Kendall Jenner, Kylie Jenner a bratra Roberta Kardashiana. Také na jejich rodiče Kris Jenner a Caitlyn Jenner (dříve známá jako Bruce Jenner) a partnery Scotta Disicka, Lamara Odoma a Kanyeho Westa.
Ryan Seacrest, který umožnil vznik seriálu, je i vedoucím producentem. První řada debutovala 14. října 2007 následně se stala jednou z nejdéle běžících televizních reality show v zemi.
Seriál Keeping Up with Kardashians získával velmi špatné recenze od kritiků už od své premiéry, především kvůli snaze celebrit zviditelnit se. I přesto však seriál získal několik ocenění. Následně začalo vznikat také několik spin-offů: Kourtney and Kim Take Miami, Kourtney and Kim Take New York, Khloé & Lamar, Kourtney and Khloé Take The Hamptons, Dash Dolls, Rob & Chyna a Life of Kylie.
V září roku 2020 bylo oficiálně potvrzeno, že seriál skončí na jaře 2021 poslední 20. plánovanou řadou. 

## Historie rodiny
Robert Kardashian (1944–2003) a Kristen Mary "Kris" Houghton (*1955) se vzali v roce 1978 a mají spolu dcery Kourtney (*1979), Kim (*1980), Khloé (*1984) a syna Roba (1987). Pár se rozvedl v roce 1991. V roce 1991 se Kris Jenner provdala za Olympijského šampióna – Bruce Jennera (narozen v roce 1949, nyní, po podstoupení operativní změny pohlaví v roce 2015, známý jako Caitlyn Jenner). Caitlyn a Kris spolu mají dvě dcery, Kendall a Kylie Jennerovy.
Robert zemřel v roce 2003, osm týdnů poté, co mu byla diagnostikována rakovina jícnu. Od té doby se sestry Kardashianovy objevovaly na televizních obrazovkách stále častěji. Kim se stala osobní stylistkou zpěvačky Brandy Norwood. Poté byla také osobní stylistkou a nákupčí herečky Lindsay Lohan. Khloé, Kim a Kourtney se začaly věnovat módě a otevřely si vlastní butik Dash v Calabasu v Kalifornii.

## Obsazení

### Členové rodiny
- Kim Kardashian
- Khloé Kardashian
- Kourtney Kardashian
- Kris Jenner
- Kylie Jennerová
- Kendall Jenner
- Caitlyn Jenner
- Scott Disick
- Rob Kardashian
- Kanye West
- Lamar Odom
- Brody Jenner